# Courier–1B
A Courier–1B (angolul: „futár”) az amerikai szárazföldi hadsereg első aktív távközlési műholdja.

## Felkészítés
A SCORE a passzív műhold (passzív relé) tapasztalataira építve 1960-ban gyorsított fejlesztésként az amerikai hadsereg, Kaliforniában az Army Fort Monmouth laboratóriumában (WDL) készítették a kísérleti, aktív távközlési műholdat. Célként határozták meg, hogy teljesíteni tudjon 100 000 bit/sec sebességet. Kis sorozatban három műholdat építettek – Courier–1A,- Courier–1B,- Courier–1C.  A hordozórakéta Thor DM-21 Ablestart típus volt.

### Courier–1A

#### Küldetés
1960. augusztus 18-án Cape Canaveral Air Force Station egy Thor DM-21 Ablestart hordozórakétával bocsátották pályára. Mindhárom egység energia forrása kémiai (kadmium-nikkel) akkumulátor és napelem (19 000 fotocella)  kombinációja volt. Hasznos tömege 230 kilogramm volt. Indítást követően 2,5 perccel technikai hiba következtében a hordózórakéta felrobbant.

### Courier–1B

#### Küldetés
Feladata a katonai távközlési műholdak rendszereinek és részegységeinek űrkörülmények közötti próbája, a tervezéshez szükséges  kísérletek végrehajtása volt. A műhold a Földről sugárzott rádióadásokat felvette, mágnesszalagon rögzítette, majd földi parancsra percenként 74 000 szó sebességgel visszasugározta. Az összeköttetést 4 telefoncsatornán, valamint 20 távgépíró- és képtávíró-csatornán tartotta fenn.

#### Jellemzői
1960. október 14-én Cape Canaveral Air Force Station egy Thor DM-21 Ablestart hordozórakétával bocsátották Föld körüli pályára. Az orbitális egység pályája 106,9 perces, 28,3 fok hajlásszögű, elliptikus pálya perigeuma 938 kilométer, az apogeuma 1237 kilométer volt. Gömb alakú, 1,3 méter átmérőjű test, külső felületét napelemlapok borították. Az űreszköz már üzenetek továbbítására is alkalmas volt, 55 000 bit/sec sebességgel. Az első visszajátszás Dwight D. Eisenhower üzenete volt az ENSZ részére. Hasznos tömege 227 kilogramm, ebből a rádióelektronikai felszerelés 136 kilogramm. Működési ideje alatt 50 millió adategységet vett- és továbbított. A tervezett egyéves üzemidő előtt,  228 Föld körüli keringést követően, 17 nap után 1960. október 31-én a rendszer elemei felmondták a szolgálatot.

### Courier–1C
A fejlesztés során tartalék egységként megépítették, feladta megegyezett a Courier–1B egységgel. Nem állították pályára.

## Külső hivatkozások
- Courier–1B. skyrocket.de. (Hozzáférés: 2012. december 2.)
- Courier–1B. blogspot.hu. (Hozzáférés: 2012. december 2.)

| Elődje: Courier–1A | Távközlés 1960 | Utódja: Courier–1C |